# Пархомівська волость (Богодухівський повіт)
Пархомівська волость — історична адміністративно-територіальна одиниця Богодухівського повіту Харківської губернії з центром у селі Пархомівка.
Станом на 1885 рік складалася з 8 поселень, 3 сільських громад. Населення — 5490 осіб (2721 чоловічої статі та 2769 — жіночої), 949 дворових господарств.
|                     | Площа, десятин | У тому числі орної, дес. |
| ------------------- | -------------- | ------------------------ |
| Сільських громад    | 5189           | 4371                     |
| Приватної власності | 9460           | 5160                     |
| Іншої власності     | 68             | 66                       |
| Загалом             | 14717          | 9597                     |

Найбільші поселення волості станом на 1885:
- Пархомівка — колишнє власницьке село при річці Середня Котельня за 40 верст від повітового міста, 2811 осіб, 520 дворів, православна церква, школа, лікарня, поштова станція, постоялий двір, 5 лавок, базари по неділях, щорічний ярмарок, бурякоцукровий і цегельний завод.
- Каплунівка — колишнє власницьке село при річці Хухра, 1811 осіб, 330 дворів, 2 православні церкви, школа, 4 лавки, базари по неділях, 2 щорічних ярмарки, паровий млин.